# 松野賢吾
松野 賢吾 （まつの けんご、1902年2月28日 - 1993年11月9日）は、日本の経済学者。松野新次郎の長男。熊本県八代市生まれ、神奈川県湯河原で逝去。

## 経歴
- 熊本県立商業学校（現・熊本県立熊本商業高等学校）卒業
- 1925年 神戸高等商業学校（神戸大学の前身）卒業
- 1929年 東京商科大学（一橋大学の前身）卒業、長崎高等商業学校講師
- 1949年 長崎大学教授
- 1951年 日本財政学会理事
- 1953年 長崎大学評議委員（1955年まで）
- 1955年 フルブライト研究教授としてアメリカに留学（1956年に帰国）
- 1956年 長崎大学を退職
- 1956年 国際基督教大学教授（1957年まで）
- 1957年 神戸大学(経済学部)教授（1965年まで）
- 1962年 日本貿易学会常任理事
- 1965年 学術審議会委員
- 1965年 司法試験考査委員

## 著書
- フィスカル・ポリシー（千倉書房、1965年）
- 改訂 財政学原理（千倉書房、1979年）
- 国家経費論（千倉書房、1976年）
- 財政学の新動向（増補版）（千倉書房、1962年）
- 財政政策の源流：国家と市場経済（千倉書房、1983年）
- 予算論（千倉書房、1969年）